# ルッキング
『ルッキング』（Looking）は、サンフランシスコに住むゲイの友情を描いた米国のテレビドラマ。2014年1月19日よりHBOにて放送を開始した。デイヴィッド・マーシャル・グラント、サラ・コンドン、アンドリュー・ヘイが製作総指揮を務める。

## あらすじ

### シーズン１

#### 第一話
パトリック、アグスティン、ドムの親友三人組の話題は、パトリックの元カレが結婚式を間近に控えていることで持ちきり。アグスティンは恋人のフランクと同居を始めることを決意。ドムは、かつての恋人イーサンとよりを戻そうと考えていることを、ルームメイトのドリスに話す。パトリックは出会い系SNS「OkCupid」で知り合った男とデートをするが、うまくゆかず。パトリックは市営鉄道に乗り、理容師のリッチーに声をかけられる。リッチーは、サンフランシスコ市ミッション区にあるラテン系ドラッグ・クラブ「エスタ・ノーチェ」のドアマンとしても働いていた。

#### 第二話
アグスティンはパトリックとドムの助けを借りて、フランク宅へ引っ越す。ドムと、かつての恋人イーサンとの再開は思ったとおりにはゆかず、結局は、数年前にドムがイーサンに貸したままだった金を返済するよう求める結果に。パトリックはリッチーとデートに行き、肉体関係を持つ寸前までゆくものの、リッチーは離れてしまう。

## 出演者

### 主演
パトリック・マレー
演 - ジョナサン・グロフ
ゲームデザイナー。
オーガスティン
演 - フランキー・J・アルバレス
芸術家アシスタント、パトリックの親友。
ドム
演 - マレー・バートレット
レストランのウェイター。

### 助演
リン
演 - スコット・バクラ
起業家、ドムのレストランを支援する。
ケヴィン
演 - ラッセル・トーヴィー
パトリックのボス、ゲーム業界の革命児。
フランク
演 - O・T・ファグベンル
オーガスティンの彼氏。
リッチー・ドナード
演 - ラウル・カスティージョ
ヘアースタイリスト、パトリックが好意を抱く。
ドリス
演 - ローレン・ウィードマン
ドムの親友でルームメイト、ナース。

## エピソード
| シーズン | シーズン  | 話数      | 放送期間                                                    | 放送期間                                                    |
| シーズン | シーズン  | 話数      | 初回                                                        | 最終回                                                      |
| -------- | --------- | --------- | ----------------------------------------------------------- | ----------------------------------------------------------- |
|          | 1         | 8         | 2014年1月19日                                               | 2014年3月9日                                                |
|          | 2         | 10        | 2015年1月11日                                               | 2015年3月22日                                               |
|          | The Movie | The Movie | 2016年6月26日 (Frameline Film Festival) 2016年7月23日 (HBO) | 2016年6月26日 (Frameline Film Festival) 2016年7月23日 (HBO) |

## 制作
HBOが2013年5月14日に第一期の八話分の制作を依頼した。パイロット版は、マイケル・ラナンが脚本を書き、アンドリュー・ヘイが監督した2011年の短編映画『ロリマー』を下敷きとしている。撮影は、2013年9月16日にサンフランシスコ・ベイエリアで開始し、11月7日に終了した。2014年のラナンのインタビューによれば、九人の脚本家のうち、七人がゲイで、一人は女性とのこと。

## 評価
『ルッキング』は批評家からおおむね好意的に受けとめられた。批評まとめサイト「Rotten Tomatoes」によると、36件のレビューに基づき89%が好感を示し、平均スコアは7.6/10となった。サイトの総意としては「なんら気に障ることなく楽しめる作品。『ルッキング』は見る者を選ばず、共感を呼ぶ絶妙な作り込み」。批評まとめサイトの「Metacritic」では、25件のレビューに基づき平均74%を示しており、レビュー自体もおおむね好意的。

## 米国外での放送
『ルッキング』は、2014年1月19日よりHBOラテンアメリカとHBOカナダにて放送が開始された。オーストラリアでは、オーストラリア東部夏時間の2014年1月20日午後8時より、フォックステルのショウケースにて放送が開始された。ニュージーランドとイギリスでも放送が開始した。ハンガリーではハンガリー語吹替版が放送され、HBO GOハンガリーでは字幕版も配信されている。